# Nițchidorf
Nițchidorf (in ungherese Niczkyfalva, in tedesco Nitzkydorf) è un comune della Romania di 1570 abitanti, ubicato nel distretto di Timiș, nella regione storica del Banato.
Il comune è formato dall'unione di 3 villaggi: Blajova, Duboz, Nițchidorf.